# عمل النساء

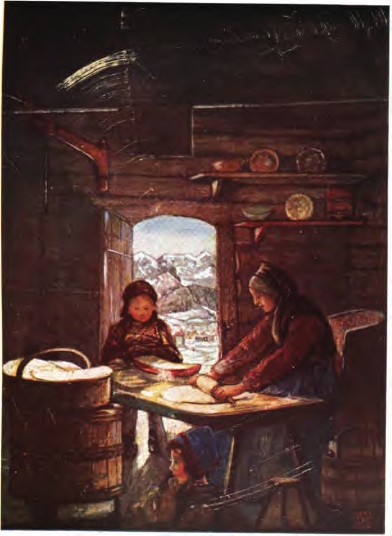

عمل النساء أو عمل المرأة هو مصطلح يستخدم على وجه الخصوص في الغرب للإشارة إلى العمل الذي يعتقد أنه ينحصر في طبيعته كمجال للنساء ويربط بين مهام معينة وبين الجنس الأنثوي. ويستخدم هذا المصطلح على وجه الخصوص بشأن العمل الذي تقوم به الأم أو الزوجة داخل الأسرة والمنزل. (انظر التقسيم الجنسي للعمل.)
وتتضمن المفاهيم ذات الصلة دور النوع والعمالة المأجورة والتوظيف وقوة العمل الأنثوية وحقوق النساء (قارن أدوار النوع والمساواة بين الجنسين). وقد يكون هذا المصطلح ازدرائيًا، وذلك عند تطبيقه على الرجال ممن يقومون بأدوار مصنفة بدرجة كبيرة كأعمال مخصصة للنساء.
قد يشير مصطلح «عمل النساء» إلى دور مع الأطفال كما يتم تحديده بواسطة الطبيعة التي تقتضي أن النساء وحدهن قادرات بيولوجيًا على القيام بها: الحمل وإنجاب الأطفال والإرضاع. كما قد يشير إلى المهن التي تتضمن هذه الوظائف: القابلة والمرضعة. كما قد يشير مصطلح «عمل النساء» إلى أدوار تخص تربية الأطفال على وجه الخصوص داخل المنزل: تغيير الحفاضات وأعمال التنظيف والتدريب على استخدام الحمام والاستحمام وتلبيس الأطفال وإطعامهم ومراقبتهم وتعليمهم فيما يخص العناية الشخصية ذات الصلة. كما قد يشير إلى المهن التي تتضمن هذه الوظائف مثل: المدرسة (حتى سن البلوغ) ومربية الأطفال والمربية واختصاصية الرعاية النهارية والفتيات الأجنبيات اللاتي تقمن مع الأسر مقابل القيام بأعمال منزلية خفيفة. كذلك قد يشير مصطلح «أعمال النساء» إلى الأدوار المرتبطة بـالتدبير المنزلي مثل: الطهي والحياكة والكي والتنظيف. كما قد يشير إلى المهن التي تتضمن هذه الوظائف مثل: الخادمة وطاهية. ورغم أن قدرًا كبيرًا من «أعمال النساء» يكون داخل البيت، إلا أن بعضها يكون خارج المنزل مثل: جلب الماء وتسوق البقالة أو جمع الطعام وزراعة البساتين.
وعلى النقيض، فإن «عمل الرجال» يتضمن بشكل نموذجي استخدام القوة أو العمل بالخارج والمعرفة والمهارة الميكانيكية أو الكهربائية أو الإلكترونية والعمل («كسب العيش» و«شراء اللحم للمنزل») ومعظم التعاملات بالمال أو التفكير بدرجة أكبر في إنجاز المهام. بين بعض الأشخاص، يعتبر عمل الرجال مضادًا لمصطلح «عمل النساء» ومن ثم فهو لا يتضمن الأنشطة التي تحدث داخل المنزل أو مع الأطفال، رغم أن «عمل الرجال» في العادة يتضمن أعمالاً تنطوي على كل منهما (مثل إصلاح الأجهزة المنزلية وتأديب الأطفال).
بل حتى في الأوقات والمجتمعات التقليدية بدرجة أكبر، تلتزم القليل من الأسر والمنازل بدقة شديدة بهذه الأدوار. على سبيل المثال، من الشائع بشكل معقول أن يقوم الرجل بمعظم أعمال الطهي أو تسوق البقالة من أجل أسرة أو من أجل امرأة لتوفير الموارد المالية للمنزل أو للحصول على دخل. وفي المجتمع بشكل عام كثيرًا ما يعمل الرجال طهاة والعديد من النساء يتولين مسؤولية الاحتفاظ بسجلات للمؤسسات الاجتماعية أو يعملن محاسبات.